# Schirmeck
Schirmeck je občina v departmaju Bas-Rhin francoske regije Alzacija.
Leta 1990 je v občini živelo 2 167 oseb oz. 190 oseb/km².